# Giuseppe Malandrino
Giuseppe Malandrino (Pachino, 12 luglio 1931 – Aci Sant'Antonio, 3 agosto 2025) è stato un vescovo cattolico italiano.

## Biografia
Dopo gli studi in preparazione al sacerdozio effettuati a Roma, fu ordinato presbitero il 19 marzo 1955 dal vescovo Angelo Calabretta, vescovo di Noto.

### Ministero episcopale
Il 30 novembre 1979 papa Giovanni Paolo II lo nominò vescovo di Acireale.
Ricevette l'ordinazione episcopale il 26 gennaio 1980 a Modica dal cardinale Salvatore Pappalardo, co-consacranti il vescovo Salvatore Nicolosi, vescovo di Noto, e l'arcivescovo Calogero Lauricella, arcivescovo di Siracusa; prese possesso canonico della diocesi il successivo 24 febbraio.
Nel 1987 istituì ad Acireale la Biblioteca centrale diocesana in cui confluirono i fondi della Biblioteca del seminario, dell'ex biblioteca "Mons. Salvatore Russo", dell'Istituto di scienze religiose "S. Agostino", della biblioteca della Città del Fanciullo e di fondi librari vari.
Nella seconda metà degli anni '80, si recò in viaggio a Mosca e Kiev insieme con lo scrittore Mario Grasso, accolti entrambi festosamente da intellettuali e autorità delle due capitali.
Dopo 18 anni di ministero episcopale ad Acireale, il 19 giugno 1998 papa Giovanni Paolo II lo trasferì alla sede di Noto dove fece il suo ingresso il successivo 29 agosto.
A Noto avviò la missione popolare e permanente, effettuò la visita pastorale nella diocesi (2003-2006), si impegnò per la ricostruzione della cattedrale, crollata il 13 marzo 1996 e che riaprì solennemente il 18 giugno 2007.
Il 16 luglio 2007 papa Benedetto XVI accettò le sue dimissioni per ragioni di età nominandolo nel contempo amministratore apostolico della diocesi, incarico mantenuto fino al successivo 6 ottobre quando prese possesso della diocesi il suo successore Mariano Crociata.
Fu vicepresidente della Caritas Italiana e membro della Commissione episcopale per i problemi sociali e del lavoro (dal 1989) e della Commissione per il servizio della Carità (dal 1995).
Ospite da tempo presso la residenza dell'Oasi Assistenza Sacerdotale Interdiocesana di Aci Sant'Antonio, morì la mattina del 3 agosto 2025 all'età di 94 anni. I funerali vennero celebrati il 5 agosto nella cattedrale di Maria Santissima Annunziata e il 7 nella basilica cattedrale di San Nicolò dove poi avvenne la tumulazione della salma.

## Genealogia episcopale
La genealogia episcopale è:
- Cardinale Scipione Rebiba
- Cardinale Giulio Antonio Santori
- Cardinale Girolamo Bernerio, O.P.
- Arcivescovo Galeazzo Sanvitale
- Cardinale Ludovico Ludovisi
- Cardinale Luigi Caetani
- Cardinale Ulderico Carpegna
- Cardinale Paluzzo Paluzzi Altieri degli Albertoni
- Papa Benedetto XIII
- Papa Benedetto XIV
- Papa Clemente XIII
- Cardinale Marcantonio Colonna
- Cardinale Giacinto Sigismondo Gerdil, B.
- Cardinale Giulio Maria della Somaglia
- Cardinale Carlo Odescalchi, S.I.
- Cardinale Costantino Patrizi Naro
- Cardinale Lucido Maria Parocchi
- Papa Pio X
- Cardinale Gaetano De Lai
- Cardinale Raffaele Carlo Rossi, O.C.D.
- Cardinale Amleto Giovanni Cicognani
- Cardinale Salvatore Pappalardo
- Vescovo Giuseppe Malandrino